# دوري ماكاو لكرة القدم 2011
دوري ماكاو لكرة القدم 2011 هو موسم من دوري ماكاو لكرة القدم. أشرف على تنظيمه اتحاد ماكاو لكرة القدم، وكان عدد الأندية المشاركة فيه 10، وفاز فيه Windsor Arch Ka I ‏.